# Stefano Paolo Giussani
Stefano Paolo Giussani (Monza, 1966) è un giornalista, scrittore e blogger italiano, oltre che autore di documentari.

## Biografia
Dopo una laurea alla Bocconi si specializza in temi geografici, con vocazione all'ecologia, alla sostenibilità e al turismo responsabile, collaborando, come giornalista, con il Corriere della Sera RViaggi de La Repubblica e The Huffington Post. Ha pubblicato un vasto repertorio di guide turistiche per Touring Editore e l'Istituto Geografico De Agostini. Dal 2010 concentra la sua attività sull'autorialità dei documentari, firmando progetti anche per National Geographic e History Channel
L'ultima onda del lago è la sua prima opera di narrativa pubblicata nel 2011. Nel romanzo si intrecciano Shoah, Resistenza e vita omosessuale nella Milano degli anni quaranta del XX secolo. Per l'originalità dell'argomento, il libro, a cui è stato assegnato il premio Brianza 2012, è stato oggetto di un passaparola molto intenso nella comunità gay della rete, ottenendo un successo inaspettato per un autore non noto al grande pubblico.
La raccolta Il ring degli angeli - sedici racconti e una fiaba, pubblicata nel 2015, è stata la prima iniziativa letteraria a tema LGBT ad essere sostenuta da un crowdfunding.

## Opere

### Opere letterarie
- Leonardo andrebbe al Pride? , Robin Edizioni, 2020, ISBN 9788872745625
- Farà nebbia - Romanzo partigiano, Robin Edizioni, 2016, ISBN 978-88-6740-667-8
- Il ring degli angeli - Sedici racconti e una fiaba, Robin Edizioni, 2015, ISBN 978-88-6740-585-5
- L'ultima onda del lago, Bellavite Editore, 2011, ISBN 978-88-7511-172-4
- Gli Italiani del Titanic, CHW, 2012, ISBN 978-88-95705-05-7-ePub

### Cinema lungometraggi
- Reinhold Messner, il quindicesimo Ottomila, documentario Variofilm, 2013 - autore, direttore di produzione
- Bernini, documentario Magnitudo FIlm, 2018, autore, sceneggiatore
- Dinosaurs, documentario Magnitudo Film, 2018, autore, sceneggiatore
- Mathera, documentario Magnitudo Film, 2019, autore, sceneggiatore
- Leonardo Cinquecento, documentario Magnitudo Film, 2019, autore, sceneggiatore
- Canova, documentario Magnitudo Film, 2019, autore, sceneggiatore

### Televisione lungometraggi
- Gli italiani del Titanic, documentario History Channel (2012) - coautore
- Giovanni XXIII, il Papa fuori programma, documentario RSI Radiotelevisione svizzera (2014) - autore, direttore di produzione
- Giovanni Paolo II, il Papa rock che sgretolò la cortina di ferro, documentario RSI Radiotelevisione svizzera (2014) - autore, direttore di produzione
- Binari di ghiaccio, documentario RSI Radiotelevisione svizzera (2016) - autore, direttore di produzione
- Leonardo, l'uomo che anticipò il futuro, serie in 4 episodi Focus TV (2019) - autore
- Milano 2020, documentario Rete4 (2021) - regista e autore

### Home Video lungometraggi
- Alto Adige, magiche Dolomiti, documentario National Geographic (2011) - autore, host
- Reinhold Messner, il quindicesimo Ottomila, documentario Variofilm (2013) - autore, direttore di produzione
- Umbria, cuore verde d'Italia, documentario National Geographic (2014) - autore, direttore di produzione, host